# Éfira (Etolia)
Éfira (en griego, Εφύρα) es el nombre de una antigua ciudad griega de Etolia. 
Existían varias ciudades en diversos lugares de la Antigua Grecia que llevaban el nombre de Éfira, y entre ellas, Estrabón menciona que uno de estos lugares se encontraba en Etolia, en territorio de los agreos.